# Netmarble
A Netmarble Corp. (Coreano: 넷마블 컴퍼니) é uma desenvolvedora e publicadora de jogos sul-coreana, fundada em 2000 por Bang Jun-hyuk.

## Resumo
A Netmarble produz e lança jogos para dispositivos móveis e PCs. Em 2015, a empresa contava com mais de 3.000 funcionários e atendia mais de 120 países em todo o mundo. Em maio de 2017, Bang abriu o capital da empresa, arrecadando US $ 2,4 bilhões.
A empresa desenvolveu vários jogos para dispositivos móveis, incluindo Seven Knights, Raven (Evilbane nos EUA) e Everybody's Marble. Ela também reivindica uma grande participação acionária da SGN, uma desenvolvedora de jogos casuais, e tem uma parceria estratégica com a CJ E&M Corporation.
Desde 2015, a empresa licenciou propriedades da Disney para produzir jogos como Marvel: Future Fight (2015), Disney Magical Dice (2016), e Star Wars: Force Arena (2017).
Em 2018, a Netmarble nomeou Park Sean como seu novo CEO. Park, ex-diretor de estratégia de operações da KakaoTalk, co-liderou a Netmarble junto com Kwon Young-sik. Nesse mesmo ano os acionistas da empresa consistiam em Bang Joon-hyuk (24,31%), CJ E&M Corp. (21,96%), Tencent (Han River Investment Pte. Ltd.) (17,66%), NCsoft Corp. (6,85%) e Serviço Nacional de Pensão da Coreia (5,00%). Em abril de 2018, a Netmarble adquiriu 25,71% na Big Hit Entertainment, a agência dos boy grupos coreanos BTS e TXT, tornando-se seu segundo maior acionista.

## Alguns jogos da empresa
Abaixo alguns dos jogos mais conhecidos, e lucrativos, da empresa:
- Blade & Soul Revolution
- BTS World
- District 187: Sin Streets
- Dragon Ball Online (드래곤볼 온라인)
- Everybody's Marble (모두의마블)
- Firstborn: Kingdom Come
- Fishing Strike
- Grandchase (그랜드체이스)
- GunZ: The Duel (건즈 더 듀얼)
- Iron Throne
- Knights of Night (RPG estrelando Yoo Ah-in)
- Koongya Heroes
- Legend of Edda
- LINE's Get Rich
- Lineage 2: Revolution
- Magic Cat Story
- Marvel Contest of Champions
- Marvel: Future Fight
- Mini Fighter
- Naughty Monster Party
- OZ Chronicle
- Prius Online
- Raven (레이븐) (Evilbane nos EUA)
- Queen's Blade (Scarlet Blade na América e Europa)
- SD Gundam Capsule Fighter
- Seven Deadly Sins
- Seven Knights (세븐나이츠)
- Star Wars: Force Arena
- Stone Age Begins (스톤에이지)
- The king of Fighters Allstar
- Uncharted Waters Online
- WonderKing Online
- YS Online
- EvilBane